# Bächergrund

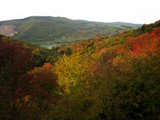
Blick über den Bächergrund, im Hintergrund der Rhein und der Hunsrück

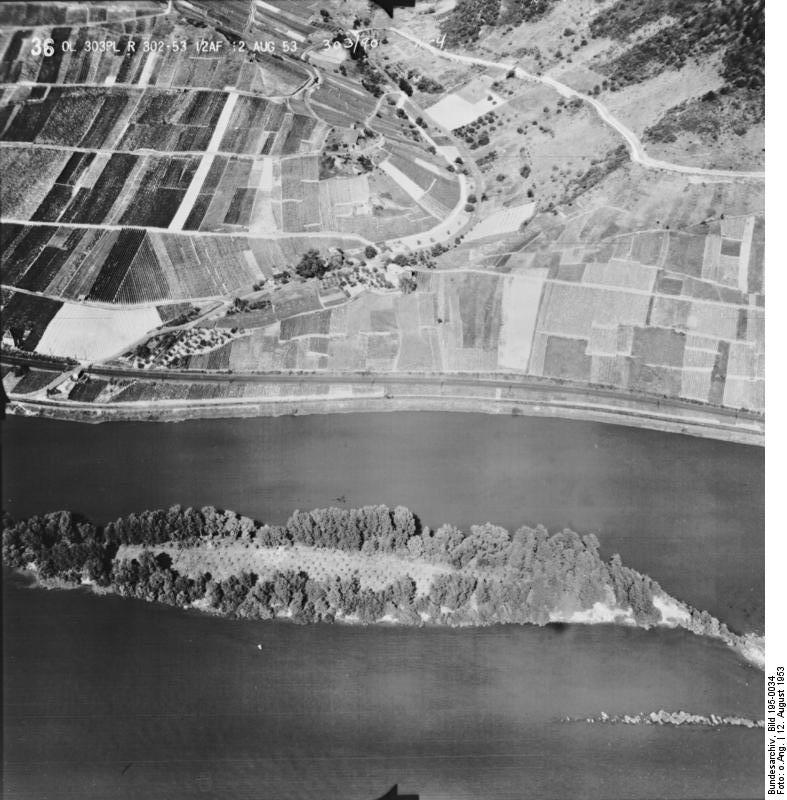
Kleine Lorcher Werth und Bächergrund 1953

Der Bächergrund ist ein Tal zwischen Lorch und Assmannshausen im Rheingau in Hessen. Im unteren Bächergrund liegt das südliche Ende der langgestreckten Ortslage von Lorch. 
Das Tal erstreckt sich im südlichen Teil der Gemarkung Lorch vom Rhein in Höhe des Kleinen Lorcher Werth bei Stromkilometer 538 bis zum Rheinhöhenweg (Nothgottesweg) bei den Zwölf Aposteln. Die nördliche Grenze des Bächergrundes ist der Mandelberg (355 Meter), südlich bilden der etwa gleich hohe Bergsporn des Geißberg und die Kestellhecken eine natürliche Grenze. Am oberen Ende des Tales gibt es einen Parkplatz, von hier aus können Spaziergänge auf dem Rheinsteig oder dem  Rheinhöhenweg unternommen werden. Im Bächergrund selbst befinden sich mehrere Kleingärten. Die nach Süden exponierten Hänge werden bis in 250 Meter Höhe von aufgegebenen und inzwischen verbuschten Weinbergslagen eingenommen. Im Übrigen ist das Tal bewaldet. Der Wald setzt sich überwiegend aus Hainbuchen zusammen, es finden sich auch Eichen, Robinien und Kiefern.